# نظرية أسطورة يسوع
نظرية أسطورة يسوع أو نظرية لاتاريخية يسوع هي الافتراض القائل بأن يسوع الناصري لم يكن موجودًا، أو إذا كان، فإنه لم يقم بأي دور في تأسيس المسيحية، ولا فيما يتعلق بالروايات الأناجيل. تخالف نظرية أسطورة يسوع وجهة النظر التاريخية السائدة، ورغم اشتمال الأناجيل على العديد من العناصر الخرافية أو الأسطورية، إلا أن هذه العناصر توضيحات دينية أضيفت إلى السيرة الذاتية للشخصية التاريخية.
يعد برونو باور أول عالم ينكر وجود يسوع، ولكن تأثير رأيه كان هامشيًا على السياق العام لنظرة العلماء وقتها. أما اليوم، فيرى الناقدون لوجود يسوع، أنه على أفضل تقدير كان وجوده غير مؤثر. لم تبق أي مرويات لشاهدي العيان، رغم وجود العديد من المؤلفين في ذلك الوقت. رفض هؤلاء العلماء رسائل بولس لأنها، بصرف النظر أن هناك عدد قليل من المقاطع تم زياداتها، لا تحتوي على إشارات إلى يسوع الأرضي الذي عاش في الجسد. وهناك غياب تام لأي معلومات عن سيرته الذاتية المفصلة التي يمكن توقعها إذا ما كان يسوع معاصرًا لبولس. لا يمكن اعتبار الأناجيل القانونية والمواد الأبوكريفية الأخرى مصادرًا مستقلة، بل من المحتمل أنها جميعًا مستقاة من راوية خيالية أصلية وحيدة. كذلك لا تحتوى روايات بداية القرن الثاني الميلادي الرومانية إلا على دلائل بسيطة للغاية على وجود يسوع، إلا أنها من غير المضمون استقلاليتها عن المصادر المسيحية. يعتبر المنكرون لوجود يسوع قلة الدلائل على وجوده سببًا كافيًا للتشكيك في وجوده، والبعض الآخر يذهب أبعد من ذلك، فيستشهدون بأدلة مختلفة لإظهار أن المسيحية لها جذور توفيقية أو أسطورية. وبالتالي، لا ينبغي أن ينظر إلى يسوع التاريخي باعتباره مؤسس الدين، حتى ولو كان موجودًا.
في الدراسات الحديثة، تعد نظرية أسطورة يسوع نظرية هامشية، ولكنها مقبولة بين عدد قليل من الأكاديميين، ممن وصفهم روبرت برايس بمن يحملون وجهة نظر «يسوع اللاأدرية»، في حين يذهب آخرون أبعد من ذلك ويتمسكون بوجهة نظر «إنكار يسوع». يقول بعض العلماء أن هناك عددًا معقولاً من اليواسيع الذين من المحتمل أنهم كانوا موجودين، ولكن دون تأكيد على أيّهم كان يسوع التاريخي. ويقول آخرون أن يسوع قد عاش في وقت أسبق مما هو معروف، في ماض بعيد يُتذّكر بالكاد.
وعلى الرغم من هذا، لا يزال هناك توافقًا قويًا في الدراسات التوراتية النقدية التاريخية على حياة يسوع التاريخي في القرن الأول الميلادي في فلسطين الرومانية. ويختلف العلماء حول تاريخية فترات محددة مذكورة في روايات الكتاب المقدس حول يسوع. إلا أن هناك حدثين متوافق عليهما تقريبًا تاريخيًا، وهما معمودية يسوع على يد يوحنا المعمدان، وصلبه بأمر الحاكم الروماني بيلاطس البنطي.

## النهج التقليدية والحديثة المتعلقة بيسوع
حظيت مواضيع أصول المسيحية وصعودها السريع، وكذلك يسوع التاريخي والوثوقية التاريخية ليسوع، بنقاشات طويلة الأمد منذ القدم في الأبحاث اللاهوتية والتاريخية. رغم أن المسيحية ربما بدأت بنواة أولية من أتباع يسوع، يبدو أنه في غضون سنوات قليلة بعد موته المزعوم في عام 33 ميلادي، وحينما ابتدأ بولس بالتبشير، ظهر عدد من الحركات اليسوعية، ما أوجد عدة تفسيرات متباينة لتعاليم يسوع. إن السؤال المحوري هنا هو كيف تطورت هذه المجتمعات، وماذا كانت خلفياتهم العقيدية قبلها، إذ كانت هناك مجموعة كبيرة من المعتقدات والأفكار في المسيحية الأولى، من ضمنها التبني، والدوسيتية، وأيضًا التقاليد الغنوصية التي استخدمت مجازاتٍ مسيحيةً اعتبرتها الكنيسة المسيحية الأرثوذكسية الأولى كلها هرطقات.

### السعي لإيجاد يسوع التاريخي
جرى أول مسعى للبحث عن يسوع التاريخي في القرن التاسع عشر، حين كُتبت المئات من حيوات يسوع. يُعد دافيد فريدريك شتراوس (1808-1874) رائد البحث عن «يسوع التاريخي» لكونه أول من رفض الأحداث فوق الطبيعية كلها باعتبارها تفاصيل أسطورية. كان عمله حياة يسوع المنشور في عام 1835 واحدًا من أوائل التحليلات المنهجية المؤثرة عن قصة حياة يسوع، الذي هدف إلى بنائها على أبحاث تاريخية غير متحيزة. استخدمت مدرسة تاريخ الأديان، منذ تسعينيات القرن التاسع عشر، منهجيات النقد الأعلى، وهو أحد فروع النقد يحقق في أصول النصوص القديمة من أجل فهم «الظروف التي كُتب فيها النص». قارنت المسيحيةَ بديانات أخرى، معتبرةً إياها ديانة واحدة من بين ديانات أخرى، رافضةً ادعاءاتها حول الحقيقة المطلقة، ومبينةً اشتراكها ببعض السمات مع ديانات أخرى. جادلت بأن المسيحية لم تكن مجرد استمرار للعهد القديم، بل توفيقية بين الأديان، وكانت متجذرة في الهلنستية اليهودية (فيلو) والديانات الهلنستية مثل الديانات السرائرية والغنوصية، ومتأثرة بها. تساءل مارتن كاهلر عن جدوى البحث عن يسوع التاريخي، مميزًا بين «يسوع التاريخ» و«مسيح الإيمان»، قائلًا إن الإيمان أهم من المعرفة التاريخية الدقيقة. شدد رودولف بولتمان (1884-1976)، الذي انتمى إلى مدرسة تاريخ الأديان، على اللاهوت، وجادل في عام 1926 بأن البحث عن يسوع التاريخي عديم الجدوى وغير ضروري، رغم تعديله هذا الموقف قليلًا في كتاب لاحق.
انتهى هذا المسعى الأول بمراجعة ألبرت شفايتزر النقدية في عام 1906 لتاريخ البحث عن حياة يسوع في البحث عن يسوع التاريخي، من رايماروس إلى فريده. في القرن التاسع عشر وأوائل القرن العشرين، اعترض المؤلفون الذين أنكروا تاريخية يسوع على هذا المسعى، وخصوصًا باور وآرتور دريفز.
بدأ المسعى الثاني في عام 1953، مخالفًا ما قاله بولتمان. قُدمت عدة معايير، معيار الاختلاف ومعيار الإحراج، لتحليل روايات العهد الجديد وتقييمها. تضاءل هذا المسعى في سبعينيات القرن العشرين بسبب تضاؤل تأثير بولتمان، وتزامن مع صدور منشورات ويلز الأولى التي مثلت بدء إحياء نظريات أسطورية المسيح. يقول بول زاهل إنه رغم تقديم المسعى الثاني إسهاماتٍ كبيرةً في ذلك الوقت، فقد نُسيت معظم نتائجه الآن، وإن لم يُثبَت عكسه.
بدأ المسعى الثالث في ثمانينيات القرن التاسع عشر، وأدخل معايير جديدة. من بينها في المقام الأول معيار المصداقية التاريخية، ومعيار الرفض والتنفيذ، ومعيار التطابق (المسمى أيضًا الدليل الظرفي التراكمي)، وهي حالة خاصة لمعيار الترابط الأقدم. إن المسعى الثالث متعدد التخصصات وعالمي، أجراه علماء من تخصصات متعددة ودمجوا فيه نتائج الأبحاث الأثرية.
أسفر المسعى الثالث عن رؤى جديدة في السياق الفلسطيني واليهودي ليسوع، لا في شخص يسوع نفسه. وأوضح أن كل المواد المتعلقة بيسوع آتية من الكنيسة المنبثقة، ما يثير تساؤلات حول معيار الاختلاف، وإمكانية إسناد تلك المواد إلى يسوع وحده، لا إلى الكنيسة المنبثقة.

### وجود يسوع تاريخي
أدت هذه الأساليب الحرجة إلى إعادة النظر إلى يسوع بصفته شخصية لاأسطورية. إن وجهة النظر العلمية السائدة هي أن رسائل بولس والأناجيل تصف مسيح الإيمان، مقدمةً رواية دينية حلت محل أخرى تاريخية عن يسوع الذي عاش في فلسطين الرومانية في القرن الأول. مع ذلك، لا يشك أحد في وجود يسوع التاريخي. يقول عالم العهد الجديد بارت إيرمان إن يسوع «كان موجودًا بالتأكيد، ويوافق على ذلك كل عالم مختص في العصور القديمة، مسيحيًا كان أم غير مسيحي».

وفقًا لمعايير نهج الموثوقية، يختلف العلماء حول تاريخية أحداث محددة مُدونة في روايات الإنجيل عن يسوع، لكن يلقى حدثا المعمودية والصلب «إجماعًا عالميًا تقريبًا». تقول المؤرخة ألانا نوبس:
رغم استمرار النقاشات التاريخية واللاهوتية حول أفعال هذا الشخص وأهميته، فإن شهرته كمعلم وصلبه على يد الحاكم الروماني بيلاطس البنطي يمكن أن يوصفا بأنهما أمران مؤكدان تاريخيًا.
غالبًا ما اختلفت صور يسوع عن بعضها وعن الصورة الموصوفة في روايات الأناجيل. تتمثل الصور الرئيسية ليسوع الناتجة عن المسعى الثالث في ما يلي: نبي رؤيوي، وشافٍ كاريزماتي، وفيلسوف تشاؤمي، ومشيح يهودي، ونبي التغيير الاجتماعي. يقول إيرمان إن الرأي الأكثر شيوعًا هو أن يسوع كان نبيًا رؤيويًا أُلِّه لاحقًا.
وفقًا لجيمس دان، ليس من الممكن «بناء تصور حقيقي (من البيانات المتاحة) عن يسوع». حسب فيليب ر. ديفيز، المنتمي إلى مدرسة الكتاب المقدس المعتدلة، «إن ما يجري تأكيده على أنه يسوع في التاريخ هو شفرة لا شخصية كاملة». حسب إيرمان، فإن «المشكلة الحقيقية مع يسوع» ليست الموقف الأسطوري بصفته «أسطورة اخترعها المسيحيون»، بل كونه «تاريخيًا جدًا»، أي أنه كان يهوديًا فلسطينيًا منذ القرن الأول، ولم يكن مثل يسوع الذي يُبشَّر به ويُعلن عن اليوم. يقول إيرمان: «كان يسوع يهوديًا في القرن الأول، وحين نحاول أن نجعله أميركيًا في القرن الحادي والعشرين، فإننا نشوّه كل ما كان عليه وكل ما دافع عنه».

### زوال الأصالة والدعوة إلى دراسات الذاكرة
منذ أواخر العقد الأول من القرن الحادي والعشرين، تزايدت بواعث القلق بشأن جدوى معايير الأصالة. يرى كريس كيث أن المعايير ما هي إلا أدوات أدبية تدين بالفضل إلى النقد التشكيلي، ولكنها ليست أدواتًا تأريخيةً. كان الغرض من الأدوات المدينة تلك تمييز تقاليد ما قبل الإنجيل، لا تحديد الحقائق التاريخية، ولكنها «استبدلت التقليد ما قبل الأدبي بتقليد يسوع التاريخي». يرى أنتوني لودون أن استخدام هذه المعايير هو شكل من أشكال «التأريخ الوضعي».
يجادل كريس كيث وأنتوني لودون وآخرون من أجل نهج «ذاكرة اجتماعية» الذي ينص بأن احتياجات الحاضر تشكل الذكريات وبدلًا من البحث عن يسوع التاريخي، ينبغي للعلم دراسة كيفية تشكل ذكريات يسوع وكيف أُعيد تشكيلها «بهدف التماسك والفهم الذاتي (فهم هوية) للمجموعات».
كانت دراسة جيمس دان في عام 2003، تُذُكِّر يسوع، بداية هذا «الاهتمام المتزايد … بنظرية الذاكرة وشهادة الشهود العيان. يقول دان: «إن الهدف الوحيد الواقعي لأي «بحث عن يسوع التاريخي» هو تذكُّره». يزعم دان أن المسيحية بدأت بالتأثير الذي تركه يسوع على أتباعه، الذين نقلوا ذكرياتهم عنه ودوَّنوها في التقليد الإنجيلي الشفاهي. وفقًا لما ذكره دان، أنه لكي يفهم العلماء من هو يسوع وما هو تأثيره، يتعين عليهم أن ينظروا إلى «الصورة الواسعة النطاق، مركزين على السمات المميزة والمؤكدة لتقليد يسوع، بدلًا من جعل الاكتشافات تعتمد اعتمادًا زائدًا على عناصر منفردة من التقليد».
شرح أنتوني لودون أطروحة دان بالتفصيل مستندًا إلى «تأريخه بالكامل لأطروحة دان القائلة إن يسوع التاريخي هو ذكرى المسيح التي ذكرها التلاميذ الأوائل». طبقًا لما قاله لودون، يُعاد تشكيل الذكريات، ولا يُستذكَر الماضي بدقة. يقول لودون إن تذكر الأحداث يُتيسَّير بربطها بقصة أو «نوع» مشترك. يُشكل هذا النوع طريقة الاحتفاظ بالذكريات وإعادة سردها. يعني هذا أن تقليد يسوع ليس اختراعًا لاهوتيًا للكنيسة الأولى، بل يتشكل ويتهدم بفعل القيود التي يضعها هذا النوع على الذكريات المتناقلة، بسبب قالب هذا النوع.
يذكر كريس كيث إن هناك بديلًا للبحث عن يسوع التاريخي «يفترض وجود يسوع تاريخي لا يمكن تحققه إطلاقًا في نهاية المطاف، ولكن يمكن فرضه على أساس تفسيرات المسيحيين الأوائل، وكجزء من عملية أكبر لمعرفة كيف ولماذا نظر المسيحيون الأوائل إلى يسوع بالطرق التي رأوها». يرى كيث أن «هذين النموذجين غير متناسبين من الناحيتين المنهجية والمعرفية»، ما يثير الشك في أساليب وهدف النموذج الأول.

### منظرو أسطورية المسيح
يزعم واضعو نظريات أسطورة المسيح أن روايات يسوع هي في معظمها، أو بأكملها، ذات طبيعة أسطورية، مشككين في النموذج السائد ليسوع التاريخي الذي أُلِّه في بداية القرن الأول. يشير معظمهم، مع معظم الدراسات السائدة، إلى أن المسيحية تطورت في حضن الديانة الهلنستية اليهودية المتأثرة بالهلينة. يجب أن تُفهم المسيحية المبكرة وروايات يسوع ضمن هذا السياق. بعد أن استحدثت دراسة العهد الجديد المعاصرة عدة معايير لتقييم تاريخية فقرات العهد الجديد وأقواله، اعتمد معظم منظري أسطورة يسوع على مقارنة الأساطير المسيحية بالتقاليد الدينية المعاصرة، مع التركيز على الطبيعة الأسطورية لروايات الكتاب المقدس.
يزعم بعض الكتاب المعتدلين، وأبرزهم ولْز، أنه ربما وُجد يسوع التاريخي، لكنَّ يسوع التاريخي هذا أُدمجِت شخصيته مع تقليد آخر، وهو شخصية المسيح الأسطورية التي قدمها بولس. جادل آخرون، وخصوصًا ويلز وألفار إليغارد في وقت مبكر، بأن يسوع الذي تحدث عنه بولس عاش قبل ذلك بكثير، في ماضٍ بعيد لا يُتذكر عنه إلا القليل.
يتبنى منظرون أسطوريون أكثر راديكاليةً، على حد تعبير روبرت برايس، موقف «إنكار يسوع»، أي أنه لم يكن هناك يسوع تاريخي قط، وكل ما يُروى هو عن شخصية أسطورية، وقصة التجسد، والموت، والصعود هي أساطير أيضًا. نشأت تلك الشخصية عبر إدماج توفيقي للفكر الديني اليهودي والهلنستي والشرقي أوسطي، قدمه بولس ثم أرخته الأناجيل، والتي تُوُفِقت هي الأخرى. من هؤلاء «المنكرين» البارزين بول لويس كوشود، إيرل دوهرتي، وتوماس برودي، وريتشارد كاريير.
يتبنى بعض الكتاب الآخرين موقف لاأدري يسوعي. أي أنه لا يمكن التأكد من وجود يسوع تاريخي، وإذا وُجِد بالفعل، فلا يمكن معرفة أي شيء عنه تقريبًا. من أبرز «اللاأدريين» روبرت برايس، وتوماس طومسون. يقول طومسون إنه لا علاقة لمسألة تاريخية يسوع بفهم معنى نصوص الكتاب المقدس وأهميتها في زمنها.

## نظرة عامة على حجج النظرية الرئيسية
وفقًا لعالِم العهد الجديد روبرت ڤان فورست، يتبع معظم منظري أسطورية يسوع المسيحيين حجة ذات ثلاث تشعبات قدمها لأول مرة المؤرخ الألماني برونو باور في العقد الأول من القرن التاسع عشر، يشككون في مدى مصداقية تأسيس رسائل بولس والأناجيل لتاريخية يسوع، إذ يشيرون إلى غياب المعلومات عن يسوع في المصادر غير المسيحية في القرن الأول وأوائل القرن الثاني، ويجادلون بأن للمسيحية المبكرة أصول أسطورية وتوفيقية بين الأديان، بشكل أكثر تحديدًا،
- افتقار الرسائل البولسية (رسائل بولس) إلى معلومات مفصلة عن سيرته الذاتية: يجادل معظم منظري أسطورية يسوع بأن رسائل بولس أقدم من الأناجيل، غير أنه -باستثناء بعض الفقرات التي ربما تحتوي آيات مزيدة أُضيفت لاحقًا- هناك غياب كامل لأي معلومات مفصلة عن سيرة ذاتية ليسوع، والتي -إن عاصر يسوع بولس حقًا- [88]كان من المتوقع تواجدها، ولا تستشهد -الرسائل- بأي من أقوال يسوع، ما يُطلق عليه الحجة من السكوت.[89][90][91] جادل بعض الأسطوريين بأن رسائل بولس تعود إلى وقت أبعد مما يُظن عادة، ولذلك فهي ليست مصدرًا موثوقًا عن حياة يسوع.
- الأناجيل ليست سجلات تاريخية، بل هي سرد تاريخي خيالي: يقول الأسطوريون إنه على الرغم من أن الأناجيل تقدم، في الظاهر، إطارًا تاريخيًا، فإنها ليست سجلات تاريخية، بل كتابات لاهوتية،[92][93] أو أسطورة أو خرافة خيالية تحاكي نموذج البطل الأسطوري.[92][93] إنها -الأناجيل- تفرض «سردًا تاريخيًا خياليًا» على «شخصية مخلص عالم أسطورية»،[92][93] وتنسج معًا تقاليد تاريخية زائفة مختلفة عن يسوع،[92][93] رغم أنه ربما يكون هناك شخص تاريخي حقيقي لا يمكن معرفة شيء عنه تقريبًا.[94]
- عدم وجود روايات شهود عيان مستقلة: لم تتبق أي روايات مستقلة لشهود عيان على قيد الحياة على الرغم من أن العديد من المؤلفين كانوا يكتبون في ذلك الوقت.[95][96] لا تحتوي الروايات الرومانية في أوائل القرن الثاني إلا على أدلة شحيحة جدًا،[97][98] وقد تعتمد على مصادر مسيحية.[99][100][92][101]
- كون يسوع كائنًا أسطوريًا تتمركز حوله الأناجيل: تنوعت المسيحية المبكرة وتوافقت على نطاق واسع، واشتركت في الأفكار الفلسفية والدينية مع الأديان الأخرى في ذلك الوقت.[102] نشأت المسيحية في العالم اليوناني الروماني في القرنين الأول والثاني الميلاديين، جامعة بين الرواقية اليونانية والافلاطونية المحدثة وكتابات العهد القديم اليهودي والأساليب التأويلية لفيلون؛[103][104][87] خالقةً شخصية يسوع الأسطورية.[87][102][105] يشير بولس إلى يسوع بصفته كائنا مُمَجَّدًا، وربما يكتب عن كائن أسطوري[90] أو خارق للطبيعة، إله سماوي دعاه يسوع.[106][107][108] إن هذا الكائن السماوي هو تجسيدات متعددة من الله وبالتحديد تجسيد الحكمة،[109][110][111] أو «مخلِّص مشبَّه بشخصيات مماثلة في الأديان السرائرية القديمة»، والذي كان غالبًا (ولكن ليس دومًا) إلهًا يموت ويقوم. رغم احتمالية احتواء كتابات بولس أيضًا على أفكار غنوصية أولية، جادل بعض الأسطوريين بأن بولس قد يشير إلى شخصية تاريخية ربما عاشت في ماضٍ بعيد، قبل بداية الحقبة العامة بزمنٍ طويل.[112][84][85][111]

## الآراء السائدة وآراء الأسطوريين بشأن الحجج

### عدم وجود معلومات مفصلة عن السيرة الذاتية في رسائل

#### التأريخ والعزو

##### الرأي السائد
الرأي السائد هو أن رسائل بولس السبع التي لا خلاف عليها، والمعتبرة بإجماع العلماء أنها رسائل أصيلة، يعود تاريخ تدوينها إلى عام 50 حتى عام 60 ميلادي عمومًا، وبذلك تكون أقدم النصوص المسيحية المتبقية المتضمنة معلومات عن يسوع. يرى معظم العلماء أن الرسائل البولسية عناصر أساسية في دراسة يسوع التاريخي، وتطور المسيحية الباكرة. مع ذلك، يجادل العلماء بأن بولس كان «صانع أساطير» أيضًا، أعطى تفسيره الخاص المختلف عن مفهوم يسوع، مشيدًا جسرًا بين العالم اليهودي والعالم الهلنستي، وبذلك أنشأ الإيمان الذي صار مسيحيًا.

##### رأي الأسطوريين
يتفق الأسطوريون على أهمية رسائل بولس، ويتفق بعضهم مع تأريخها المبكر هذا، ويتخذون من الرسائل البولسية نقطة انطلاق لعمل الدراسات السائدة. يجادلون بأن هذه الرسائل تشير فقط إلى وجود كائن سماوي أو أسطوري، أو لا تحتوي على معلومات دقيقة عن يسوع التاريخي. شكك بعض الأسطوريين في التأريخ المبكر للرسائل، ما أدى لطرح احتمالية كونها عنصرًا من عناصر أحدث وأكثر تطورًا من الفكر المسيحي المبكر.
لاحظ اللاهوتي ويليم كريستيان فان مان، المنتمي إلى حركة النقد الراديكالي الهولندية، العديد من المفارقات التاريخية في رسائل بولس. زعم فان مانن أنه لم يكن من الممكن كتابة الرسائل في شكلها النهائي قبل القرن الثاني. أشار أيضًا إلى أن المدرسة المرقيونية كانت أول مَن نشر الرسائل، وأن مرقيون (الذي عاش منذ نحو عام 85 حتى عام 140 تقريبًا) استخدمها لتبرير آرائه الغنوصية والدوسيتية القائلة بإن تجسد يسوع لم يتم في جسد مادي. درس فان مان أيضًا ترجمة مرقيون للرسالة إلى غلاطية وقارنها بالترجمة الكنسية القانونية، وجادل بأن هذه الترجمة الكنسية القانونية تنقيح لاحق قللت التركيز على الجوانب الغنوصية.
يجادل برايس أيضًا بأن الرسائل تعود لتاريخ لاحق، ويعتبرها تجميعًا لشذرات من مخطوطات (ربما بجوهر غنوصي)، زاعمًا أن مرقيون كان مسؤولًا عن قسم كبير من مجموع النصوص البولسية أو حتى ربما كتب الرسائل بنفسه. ينتقد برايس نظريات زملاؤه المسيحيين الأسطوريين لتمسكهم بتأريخ الرسائل لأواسط القرن الأول تاريخ الرسائل نظرًا لأسبابهم التبريرية.

## عدم وجود معلومات السيرة الذاتية

### الرأي السائد
تشير الدراسات الحديثة -وفقًا لما يقوله إيدي وبويد- إلى «عدم ذكر بولس سوى القليل نسبيًا عن سيرة يسوع الذاتية» ونظرته إلى يسوع «نظرة معاصرة حديثة». مع ذلك، وعلى حد قول كريستوفر توكيت، «حتى لو لم تكن لدينا مصادر أخرى، بإمكاننا أن نستنتج بعض الأشياء عن يسوع من رسائل بولس».

### رأي الأسطوريين
انتقد ويلز، وهو «يميل إلى أسطورية المسيح»، قلة الإشارة ليسوع في رسائل بولس، قائلًا إنها لا تحتوي على معلومات عن والديّ يسوع، ومحل ميلاده، وما تلقاه من تعليم، ومحاكمته، وصلبه. يقول روبرت برايس إن بولس لا يشير إلى حياة يسوع على الأرض، حتى لو أيّدت تلك التعاليم الحياتية الأرضية آراء بولس أو بررتها. يأتي الوحي بدلًا منها كمصدر بارز لمعرفة بولس ليسوع.
يقول ويلز إن رسائل بولس لا تشير إلى أقوال يسوع، أو تحتوي على ذلك بشكل مبهم وعام لا غير. يقول ويلز، وفقًا لرواية برايس، إن كتَبَة العهد الجديد «لابُدَّ وأنهم استشهدوا بها بالتأكيد عندما أثيرت المواضيع نفسها في الحالات التي تناولوها».

### الأناجيل ليست سجلات تاريخية

#### الرأي السائد
هناك إجماع بين العلماء المعاصرين على أن الأناجيل شكل من الأشكال القديمة للسير الذاتية، تهتم بتقديم أمثولات للقراء للاقتداء، مع الحفاظ على شهرة الموضوع وذكراه، فضلًا عن الاهتمام بالتبشير والكيريغما (الوعظ) في تلك الأعمال.
يُنظر إلى الأناجيل عند دراسة الكتاب المقدس على أنها شكل أدبي لتقاليد شفوية ظهرت خلال حياة يسوع التاريخي، والذي كان له -حسب قول دان- تأثير عميق لدى أتباعه.

#### رأي الأسطوريين
يجادل الأسطوريون بأن الأناجيل تحتوي على «رواية تاريخية غير واقعية» فُرضت على «شخصية مخلص الكون الأسطورية» التي اختلقها بولس. يجادلون بأن الأناجيل شكل من أشكال الخيال الأسطوري وأن قصة يسوع الموجودة في الأناجيل تتماشى مع النماذج القديمة للأبطال الأسطوريين. يوجد نموذج البطل الأسطوري في العديد من الثقافات التي غالبًا ما تكون لها مفاهيم متعلقة بالمعجزات أو ولادة عذروية يبشر بها رجال حكماء ويوجد بها عنصر النجم، وتجربها قوى الشر أو تحاربها، وتموت على تل، وتظهر بعد الموت ثم تصعد إلى السماء. يقترح بعض الأسطوريين أن بعض أجزاء العهد الجديد كُتبت لمخاطبة الأمم ولذا وُضعت في شكل روايات رمزية للمألوف لديهم، وهي ليست قصصًا تاريخية. يرى إيرل دوهرتي أن الأناجيل كتابات «رمزية وخيالية بالأساس».
وفقًا لما يقوله ويلز، وُجد يسوع تاريخي بشكل طفيف، وحُفظت تعاليمه في الوثيقة ق. بحسب ولز، تجمع الأناجيل بين روايتين عن يسوع، وهما: الواعظ الجليلي المذكورة في الوثيقة ق، ويسوع الأسطوري الموجود في كتابات بولس. لا يتفق دوهرتي مع ويلز فيما يتعلق بهذا المعلم بالوثيقة ق، مجادلًا بأن يسوع كان شخصية أمثولية تجسد الحكمة، اعتُبِر مؤسسًا للجماعة المشار إليها في الوثيقة ق. يرى دوهرتي أن جماعةً يغلب عليها طابع الأمم، دمجت في إنجيل مرقس شخصيتين هما: يسوع المذكور في الوثيقة ق والمسيح الذي اختلقه بولس.

#### النقد السائد
يذكر إرمان أن الأناجيل تستند إلى مصادر شفوية لعبت دورًا هامًا في اجتذاب مؤمنين جدد.
استشهد اللاهوتيون المسيحيون بنموذج البطل الأسطوري للدفاع عن التعاليم المسيحية مع التأكيد القاطع على تاريخية يسوع. يشير أيضًا الأكاديميان العلمانيان كيندريك وماكفرلاند إلى أن تعاليم يسوع شكلت «خروجًا جذريًا عن جميع المصطلحات المتفق عليها لتعريف من هو البطل».

### عدم وجود روايات مستقلة لشهود عيان

#### عدم وجود سجلات تاريخية باقية بين أيدينا

##### رأي الأسطوريين
يدعي مؤيدو أسطورية يسوع عدم وجود سجلات تاريخية حتى القرن الثاني عن يسوع الناصري لأي كاتب غير يهودي، ويضيفون أن يسوع لم يترك أي كتابات أو أي أدلة أثرية أخرى. باستخدام الحجة من السكوت، لاحظوا أن الفيلسوف اليهودي فيلو الإسكندري لم يذكر يسوع عندما تحدث نحو عام 40 ميلادي عن وحشية بيلاطس البنطي.

##### النقد السائد
يشير أغلب علماء الكتاب المقدس إلى أن الكثير من كتابات الأزمنة القديمة قد فُقدت، وإلى عدم كتابة إلا القليل عن أي ما يتعلق باليهودية أو المسيحية في تلك الفترة. يشير إرمان إلى عدم وجود أي أدلة أثرية أو نصية على وجود معظم أشخاص العالم القديم، حتى الأشخاص المشهورين، مثل بيلاطس البنطي والذي يتفق علماء النظرية الأسطورية على وجوده. يشير روبرت هتشينسون إلى أن هذا ينطبق أيضًا على يوسيفوس، رغم كونه «المفضل لدى الإمبراطور الروماني فسبازيان». يقتبس هتشينسون من إرمان بشأن عدم ذِكر يوسيفوس نهائيًا في مصادر يونانية أو رومانية في القرن الأول، رغم كونه «صديقًا شخصيًا للإمبراطور». يقول المؤرخ الكلاسيكي والمؤلف الشهير مايكل غرانت إنه إذا طُبق المعيار نفسه على الآخرين «يمكننا رفض وجود مجموعة كبيرة من الشخصيات الوثنية التي لا يشكك أحد أبدًا في واقعيتها كشخصيات تاريخية».

#### يوسيفوس وتاسيتس
هناك ثلاثة مصادر غير مسيحية تُستخدَم عادة للدراسة والتأسيس لتاريخية يسوع، اثنتان منها ليوسيفوس والثالثة للروماني تاسيتوس.

##### الرأي السائد
يتضمن مؤلف عاديات اليهود، الذي كتبه يوسيفوس نحو عام 93-94 ميلادي، إشارتين إلى يسوع المذكور في الكتاب المقدس، وذلك في الكتابين الثامن عشر والعشرين من مؤلفه. يعتبر الرأي الأكاديمي العام أن الكتاب الثامن عشر، وهو الكتاب الأطول في المؤلف، والمعروف بـ فلافين الشاهد (باللاتينية: Testimonium Flavianum)، ليس على الأرجح فصلًا أصيلًا بالكامل، إلا أنه أُلِّف عن بذرة أصيلة، كانت خاضعة آنذاك للتدليس أو التحريف المسيحي. يرى الباحث الكلاسيكي لويس فيلدمان، والمتخصص في دراسة يوسيفوس، أن «قليلين قد شككوا في صدق» إشارة يوسيفوس إلى يسوع في الفقرة الأولى من الفصل التاسع من الكتاب العشرين («أخو يسوع، الذي دُعي المسيح، واسمه يعقوب»)، ولا يجادل في ذلك إلا عدد قليل من العلماء.
يجادل مؤيدو الأسطورية باحتمالية كون فلافين الشاهد كتابًا مدلسًا أو محرَّفًا من قِبل المدافع المسيحي يوسابيوس في القرن الرابع أو من قِبل آخرين. يجادل ريتشارد كارير بأن النص الأصلي للكتاب العشرين من العاديات يشير إلى يشوع بن دامنيوس شقيق الكاهن الأعظم، والذي يُدعى يعقوب، لا يسوع المسيح. يجادل كارير أيضًا بأن عبارة «الشخص المدعو المسيح» نتجت، على الأرجح، عن دمج دخيل لتعليق هامشي أضافه قارئ غير معروف.
يشير المؤرخ الروماني تاسيتس في الفصل الرابع والأربعين من الكتاب الخامس عشر من مؤلفه الحوليات (الذي كُتب عام 116 ميلادي تقريبًا) إلى «المسيح» وإلى إعدام بيلاطس البنطي له. تدفع اللهجة شديدة السلبية المتجلية في تعليقات تاسيتوس بشأن المسيحيين معظم الخبراء إلى استبعاد كون كاتب هذا المقطع شخصًا مسيحيًا. قُبلت تلك الإشارة الضمنية على نطاق واسع على أنها تأكيد مستقل لصلب المسيح، رغم أن بعض العلماء يشككون في القيمة التاريخية للمقطع لعدة أسباب.

##### رأي الأسطوريين
يؤكد مؤيدو نظرية أسطورة المسيح أمثال كارير وجورج ويلز أن مصادر مثل تاسيتس وغيرها، والتي كُتِبت بعد عقود من الأحداث المزمعة، لا تتضمن أي تقاليد مستقلة متعلقة بيسوع، وبالتالي لا يمكنها تقديم تأكيد للحقائق التاريخية عنه.